# Robert Hall (físico)
Robert N. Hall (New Haven, Connecticut, 25 de diciembre de 1919 - 7 de noviembre de 2016) fue un prolífico físico e inventor. Entre otros, responsable de los diodos de germanio, el magnetrón usado en el horno de microondas, el diodo láser (1962). Tiene 43 patentes a su nombre.

## Biografía
Luego de graduarse en Física en 1942 en el California Institute of Technology (CalTech), ingresó al Centro de Investigación y Desarrollo de General Electric en Schenectady, Nueva York. Durante la guerra, desarrolló un magnetrón de onda continua usado para confundir los radares enemigos. Regresó a CalTech y obtuvo su doctorado en Física Nuclear en 1948. Luego retornó a General Electric, donde desarrolló toda su carrera. 
Se retiró en 1987, con 43 patentes a su nombre, dedicándose desde entonces a actividades comunitarias y educacionales.

En 1977 fue elegido miembro de la Academia Nacional de Ingeniería de los Estados Unidos, y al año siguiente ingresó a la Academia Nacional de Ciencias. En 1994 entró al National Inventors Hall of Fame, el Salón de la Fama de los Inventores.

## Producción
Se dedicó a transformar la teoría en dispositivos prácticos, y toda su carrera la realizó en un laboratorio de investigación privado.
Durante la guerra, desarrolló un magnetrón capaz de generar microondas en forma continua, usado para confundir los radares enemigos. El magnetrón es ahora el componente principal de la mayoría de los hornos de microondas.
Su primera gran contribución en General Electric fue el desarrollo de una técnica para la purificación del germanio (por entonces muy usado en la fabricación de transistores). Una observación casual de las propiedades del germanio puro y cristalino lo llevó a descubrir las junturas p-n de aleación, y crear el diodo "p-i-n". A su vez, eso lo llevó a desarrollar el rectificador PIN de gran área, el primer paso en la tecnología de los tiristores de estado sólido, que aún se usan en electrónica de potencia (con silicio en lugar de germanio).
En 1962 construyó un tipo de láser revolucionario, el primer láser de inyección semiconductor, para envidia de todos sus colegas. Luego de asistir a una conferencia sobre diodos de alta emisión, notó que una juntura semiconductora podría proveer un tipo de láser más simple y directo. El dispositivo de Hall, basado en un semiconductor de juntura p-n especialmente diseñado, permitía la generación de luz coherente de forma altamente eficiente en una fuente muy compacta: el cristal semiconductor era un cubo de apenas 1/3 de mm. Los electrones se inyectaban directamente mediante una corriente eléctrica en la juntura, en lugar de usar una fuente de luz externa de alta intensidad. Al día de hoy, los láseres basados en el diseño original de Hall se usan en todos los lectores de CD y DVD, las impresoras láser, y la mayoría de los sistemas de comunicaciones por fibra óptica.
Al finalizar la década, había hecho unos cuantos avances significativos en la física de estado sólido. En los '70 dirigió su atención a las células fotovoltaicas y solares, debido a la crisis energética. Luego volvió a trabajar en el germanio (al que llamó "el material más limpio del planeta").